# Sean Waltman
Sean Michael Waltman (nascido em 13 de Julho de 1972) é um lutador estadunidense que trabalha na Total Nonstop Action Wrestling. Waltman ficou conhecido por suas passagens na World Wrestling Federation (WWF)  com o ring name 1-2-3 Kid e X-Pac, na World Championship Wrestling (WCW). Na TNA, utiliza o ring name Syxx-Pac. Ele foi também conhecido por sua relação tumultuada com a colega lutadora Chyna com quem ela fez uma fita de sexo lançado comercialmente em 2004 como 1 Night in China, que ganhou um AVN Award de título mais vendido em 2006.

## 2010
Em 2010 lutou na TNA no pay-per-view Genesis (2010) em parceria com Kevin Nash contra Beer Money e perdeu depois de Robert Roode dar um roll up em Kevin Nash

## 2011
Em 2011 Sean Waltman agora é o novo General Manager do "WWE Superstars" junto com William Regal, o seu Assistente e lutador.

## 2012
Em 2012 Sean comenta sua possível volta ao WWE no Royal Rumble 2013, voltando com o nome 1-2-3 Kid!

## Campeonatos e Prêmios
- Global Wrestling Federation
  - GWF Light Heavyweight Championship (2 vezes)
- Mid-Eastern Wrestling Federation
  - MEWF Light Heavyweight Championship (1 vez)
- NWA Pro Wrestling
  - NWA Heritage Championship (1 vez)
- Pro Wrestling America
  - PWA Iron Horse Television Championship (1 vez)
  - PWA Light Heavyweight Championship (2 vezes)
  - PWA Tag Team Championship (1 vez) – com Jerry Lynn
- Pro Wrestling Illustrated
  - PWI Tag Team do Ano (1999) - com Kane
  - PWI o colocou como #177 dos 500 melhores wrestlers durante a PWI 500 de 2003
- South Eastern Wrestling Alliance
  - SEWA Light Heavyweight Championship (1 vez)
- Total Nonstop Action Wrestling
  - TNA X Division Championship (1 vez)
  - Chris Candido Cup - Vencedor - com Alex Shelley
- World Championship Wrestling
  - WCW Cruiserweight Championship (1 vez)
- World Wrestling Federation / World Wrestling Entertainment
  - WCW Cruiserweight Championship (1 vez)
  - WWF European Championship (2 vezes)
  - WWF Light Heavyweight Championship (2 vezes, último)
  - WWF Tag Team Championship (4 vezes) – com Marty Jannetty (1), Bob Holly (1), and Kane (2)
  - WWE Hall of Fame (2019) como membro do D-Generation X
- Xtreme Pro Wrestling
  - XPW Television Championship (1 vez)